# Theodor Matthes
Theodor Matthes (* 15. Juli 1909 in Freiberg; † 12. März 2006 in Berlin) war ein deutscher Chirurg und Onkologe. Er leitete ab 1965 den Bereich Chirurgie am Institut für Krebsforschung der Deutschen Akademie der Wissenschaften zu Berlin in Berlin-Buch beziehungsweise am daraus 1972 entstandenen Zentralinstitut für Krebsforschung, an dem er außerdem von Mai 1973 bis Ende 1974 gemeinsam mit Arnold Graffi als kommissarischer Direktor fungierte. In der Forschung beschäftigte er sich vor allem mit der Thoraxchirurgie und der chirurgischen Therapie des Bronchialkarzinoms.

## Leben
Theodor Matthes wurde 1909 in Freiberg geboren und absolvierte nach dem Besuch des Gymnasiums in seiner Heimatstadt von 1930 bis 1936 ein Studium der Medizin an der Friedrich-Schiller-Universität Jena, der Universität Wien und der Albert-Ludwigs-Universität Freiburg, an der er auch zum Dr. med. promovierte. Anschließend war er 1937/1938 zunächst am Freiburger Institut für Pathologie unter Ludwig Aschoff sowie am Pathologischen Institut und in der Medizinischen Klinik des Stadtkrankenhauses in Dresden-Friedrichstadt tätig. Er wechselte dann an die Chirurgische Klinik des Stadtkrankenhauses in Dresden-Johannstadt, an der er später Oberarzt wurde.
Anfang 1950 folgte er Hans Gummel, der nach dem Zweiten Weltkrieg zunächst ein Labor für Geschwulstforschung an der Kinderklinik des Krankenhauses in Johannstadt geleitet hatte und dann an die Klinik für Geschwulstkrankheiten am Institut für Medizin und Biologie der Deutschen Akademie der Wissenschaften zu Berlin (DAW) in Berlin-Buch gewechselt war. An der Berliner Geschwulstklinik erhielt er ebenfalls eine Anstellung als Oberarzt und zudem die Leitung der chirurgisch-onkologischen Poliklinik sowie ab 1954 der Abteilung für Thoraxchirurgie. Darüber hinaus wurde er 1957 von der DAW zum Professor ernannt, nachdem seine Forschungsleistungen als habilitationswürdig beurteilt worden waren.
Ab 1965 leitete er den Bereich Chirurgie am Institut für Krebsforschung, das durch Zusammenlegung ab 1959 nach Robert Rössle benannten Geschwulstklinik mit dem Akademieinstitut für experimentelle Krebsforschung entstanden war. Nachdem Hans Gummel, der ab 1955 als Direktor der Klinik und ab 1972 des aus dem Institut für Krebsforschung hervorgegangenen Zentralinstituts für Krebsforschung gewirkt hatte, im Mai 1973 verstorben war, übernahm Theodor Matthes bis zu seinem Ruhestand Ende 1974 gemeinsam mit Arnold Graffi kommissarisch die Leitung des Zentralinstituts. Dabei war Graffi für den experimentellen Bereich zuständig, während Matthes als Direktor der Klinik fungierte.
Theodor Matthes war mit einer Ärztin verheiratet und Vater von drei Kindern. Er starb 2006 in Berlin.

## Wissenschaftliches und ärztliches Wirken
Theodor Matthes widmete sich vor allem der Thoraxchirurgie und dabei insbesondere der operativen Behandlung des Bronchialkarzinoms. In der von ihm geleiteten thoraxchirurgischen Abteilung an der Geschwulstklinik in Berlin-Buch wurden bis 1973 mehr als 3.000 Eingriffe durchgeführt. Außerdem trug er zum Aufbau weiterer entsprechender Einrichtungen in der Deutschen Demokratischen Republik (DDR) bei, so der Zentralklinik für Lungenkrankheiten und Tuberkulose in Bad Berka und dem Forschungsinstitut für Lungenkrankheiten und Tuberkulose in Berlin-Buch. Im Bereich der experimentellen Forschung beschäftigte er sich vor allem mit der Entwicklung und Verbesserung von Operationstechniken für Resektionen, insbesondere beim Bronchialkarzinom, sowie für Anastomosen an der Luftröhre, an den Bronchien und an den Lungengefäßen.
Von 1962 bis 1965 war Matthes Vorsitzender des Ost-Berliner Teils der Berliner Chirurgischen Gesellschaft. Darüber hinaus fungierte er nacheinander als Vorsitzender der Gesellschaft für Chirurgie der DDR, als Präsident der Deutschen Gesellschaft für klinische Medizin und als Vorsitzender des Koordinierungsrates der medizinisch-wissenschaftlichen Gesellschaften der DDR.

## Auszeichnungen
Theodor Matthes erhielt in der DDR die Ehrentitel Obermedizinalrat und Verdienter Arzt des Volkes sowie den Vaterländischen Verdienstorden in drei Stufen. Die Berliner Chirurgische Gesellschaft ernannte ihn 1974 zu ihrem Ehrenmitglied.

## Werke (Auswahl)
- 25 Jahre Krebsforschung am Forschungszentrum der Akademie der Wissenschaften der DDR in Berlin-Buch. Berlin 1974
- Grundlagen der Neutronentherapie. Berlin 1975 (als Mitherausgeber)
- Ausgewählte Beiträge zur Diagnostik maligner Tumoren. Berlin 1976 (als Mitherausgeber)
- Die medizinisch-wissenschaftlichen Gesellschaften der DDR. Geschichte, Funktion und Aufgaben. Zweite Auflage 1981.